# 가로공원로
가로공원로(Garogongwon-ro)는 경기도 부천시 오정구 고강동에서 서울특별시 강서구 화곡동까지 이르는 서울특별시 및 경기도의 도로로, 총 연장은 2.405 km이다. 도로의 명칭이 유래된 것은 지역특성을 반영하여 도로명이 부여되었으며, 형식적으로는 4209번 서울특별시도이다.

## 역사
- 2009년 7월 10일 : 도로명으로 가로공원로를 고시

## 주요 경유지
- 부천시 (오정구)
  - 성곡동 (고강동)
- 양천구
  - 신월3동 - 신월5동, 신월1동
- 강서구
  - 화곡1동

## 접촉하는 도로
- 역곡로
- 남부순환로 (서울특별시도 제92호선)
- 월정로
- 강서로

## 철도 연계역
직접적으로 연계되어 있는 철도역은 없으며, 종점에서 강서로를 통해 화곡역과 접촉 가능하며 화곡터널을 통해 까치산역과 연계 가능하다.

## 특이 사항
도로의 중간에 전기자동차 전용 충전소인 가로공원로 지하공영주차장 전기차충전소가 설치되어 있다. 또한 신월사거리에서 월정초교앞 교차로 사이 구간에 공원이 존재한다. 해당 공원은 으뜸공원이다.

## 주요 건물 및 시설
- 은유상가 (가로공원로 18/고강동 224-4)
- 야경물산 (가로공원로 20/고강동 225-11)
- 신월3동 여울공영주차장 (가로공원로 72/신월동 151-5)
- 빛여울아파트 (가로공원로 78/신월동 151-6)
- 올림푸스 (가로공원로 82/신월동 150-1)
- 신라이프아파트 (가로공원로 83/신월동 48-13)
- 신월청소년문화쎈타 (가로공원로 86/신월동 150-3)
- 신월동 리버스타운 (가로공원로 100/신월동 148-4)
- 신월누리복지센터 (가로공원로 101/신월동 49-11)
- 정헌빌딩 (가로공원로 105/신월동 49-10)
- 신협빌딩 (가로공원로 121/신월동 81-3)
- 우진팰리스 (가로공원로 123/신월동 81-26)
- 삼익플라주 (가로공원로 129/신월동 81-10)
- 은하예지움 (가로공원로 132/신월동 96-3)
- 스위트드림빌딩 (가로공원로 133/신월동 82-1)
- 가로공원 공영주차장 (가로공원로 지하133/신월동 263)
- 골든캐슬 (가로공원로 136/신월동 96-5)
- 우리빌딩 (가로공원로 137/신월동 82-14)
- 대창스페이스빌 가동 (가로공원로 140/신월동 96-7)
- 대창스페이스빌 나동 (가로공원로 140-2/신월동 96-8)
- 큐브튜 (가로공원로 144/신월동 94-10)
- 정용빌딩 (가로공원로 146/신월동 94-1)
- 공원오피스 (가로공원로 149/신월동 84-10)
- 에스케이이팰리스 (가로공원로 161/신월동 86-4)
- 캠프관광호텔 (가로공원로 167/신월동 87-13)
- 화곡제7동치안센터 (가로공원로 168/신월동 89-1)
- 동양빌딩 (가로공원로 181/화곡동 377-14)
- 상원빌딩 (가로공원로 182/화곡동 372-72)
- 나누리강서병원 (가로공원로 187/화곡동 377-8)
- 류성빌딩 (가로공원로 191/화곡동 379-48)
- 계곡빌딩 (가로공원로 192/화곡동 371-66)
- 세진타워빌딩 (가로공원로 193/화곡동 379-49)
- 시티빌딩 (가로공원로 194/화곡동 371-49)
- 우성테마빌 (가로공원로 196/화곡동 371-33)
- 청파빌딩 (가로공원로 198/화곡동 371-32)
- 동진빌딩 (가로공원로 203/화곡동 379-25)
- 대광빌딩 (가로공원로 206/화곡동 368-31)
- 영진빌딩 (가로공원로 212/화곡동 368-1)
- 원신빌딩 (가로공원로 214-1/화곡동 368-2)
- 한성빌딩 (가로공원로 216/화곡동 368-3)
- 파크아리온 (가로공원로 218/화곡동 367-1)
- 성심빌딩 (가로공원로 219/화곡동 400-84)
- 은하아파트 (가로공원로 221/화곡동 400-60)
- 아녜스타워5 (가로공원로 223/화곡동 400-51)
- 진민그린상가아파트 (가로공원로 224/화곡동 367-30)
- 하이트맨션 (가로공원로 226/화곡동 367-32)
- 이가채 (가로공원로 227/화곡동 400-95)
- 성진오피스텔 (가로공원로 230/화곡동 367-34)
- 제이엘빌딩 (가로공원로 232/화곡동 367-35)
- 뉴파인아파트 (가로공원로 233/화곡동 400-42)
- 아줄리움 (가로공원로 234/화곡동 367-50)
- 길성이엔이 (가로공원로 238/화곡동 367-62)